# Pointe de l'Observatoire
La Pointe de l'Observatoire (3.016 m s.l.m.) è una montagna delle Alpi della Vanoise e del Grand Arc nelle Alpi Graie.

## Descrizione

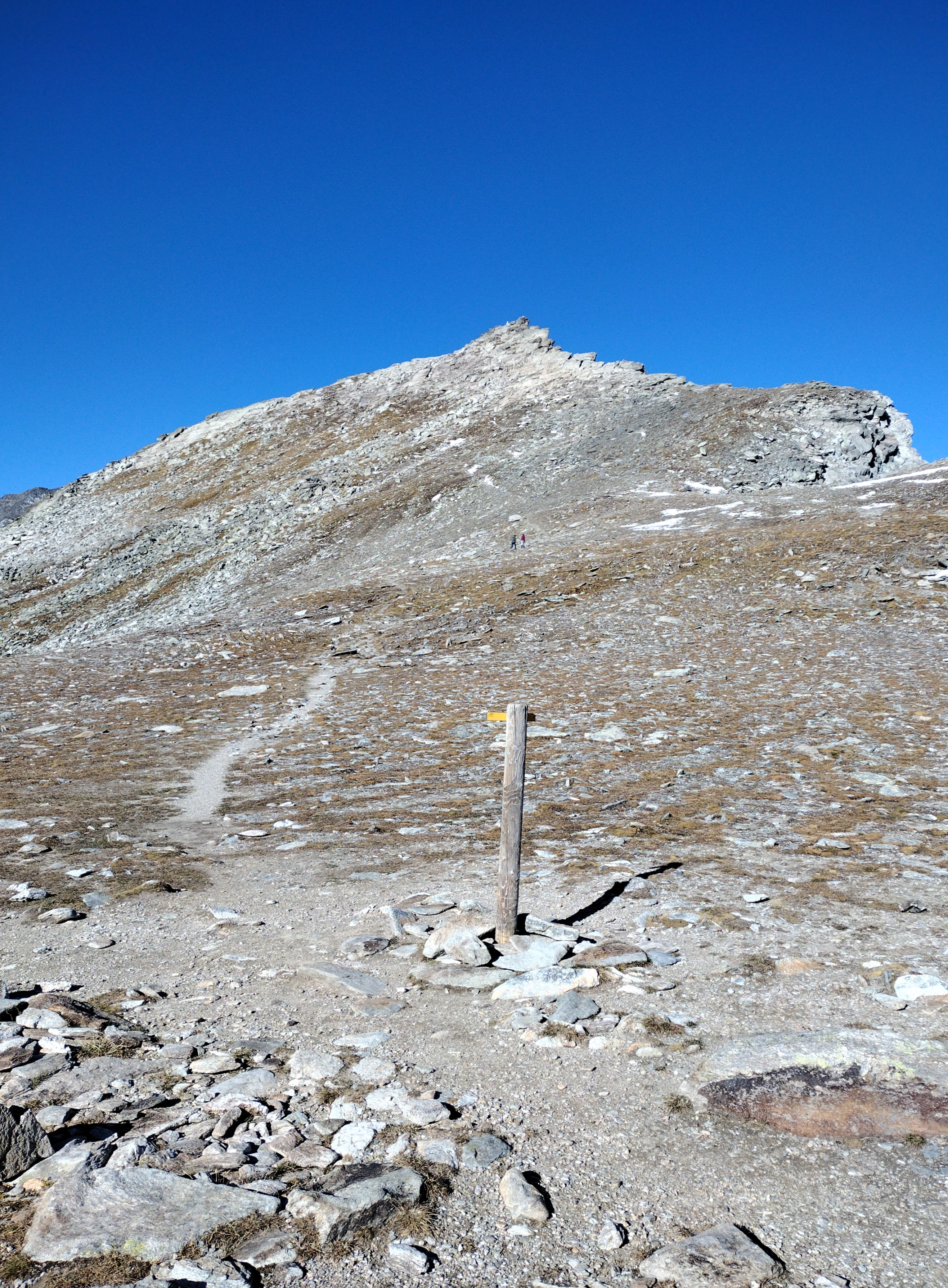
Vista dal Col d'Aussois

La montagna si trova sullo spartiacque tra il vallone del Ruisseau de Saint-Benoît (Moriana) e quello del Doron de Chavière, che tramite il Doron de Pralognan e il Doron de Bozel risulta anch'esso tributario dell'Isère. Verso est il Col d'Assois la divide dalla Tête d'Aussois (3126 m), mentre a sud-ovest il crinale prosegue con la Cime des Planettes (2976 m) e, dopo la Brèche de la Croix de la Rue (2885 m) risale alla Punta de l'Echelle. Amministrativamente la Pointe de l'Observatoire risulta divisa tra i comuni di Pralognan-la-Vanoise (a nord-ovest) e Aussois (sud-est).  La sua prominenza topografica è di 102 metri. A sud-est il pendio è regolare e non troppo inclinato, mentre la punta domina verso ovest una parete di 250 metri di dislivello. Dalla sua cima, come suggerisce il nome, si gode di un panorama molto esteso.

## Geologia
La zona dove si trova la montagna è caratterizzata da rocce risalenti al periodo Permiano. che danno origine a terreni di natura silicea.

## Accesso alla vetta

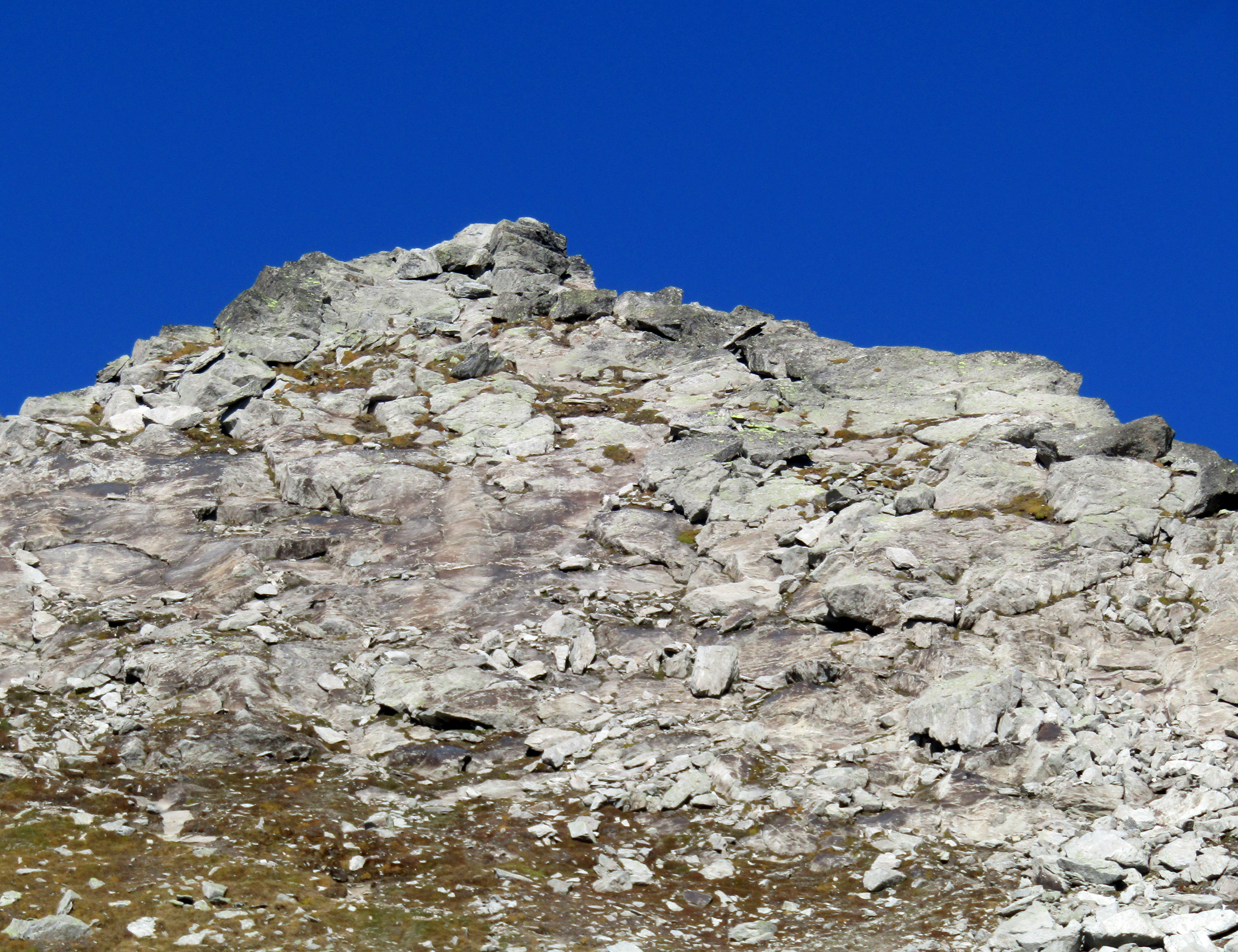
La sommità della montagna

### Estivo
Si può salire alla Pointe de l'Observatoire a partire dal Col d'Assois percorrendo una traccia segnalata da ometti che si tiene poco discosta dalla cresta orientale sul lato Vanoise. La difficoltà escursionistica di questa salita è classificata come E. Il colle a sua volta può essere raggiunto per sentiero partendo dalla diga di Plan d'Amont, dove arriva una strada asfaltata che la collega con Aussois, oppure dal vallone Chavière, passando per il Refuge de La Valette.

### Invernale
La salita sci alpinistica per il versante est è considerata di difficoltà PD.

## Punti di appoggio
- Refuge du Fond d'Aussois (lato Aussois, 2329 m)
- Refuge de La Valette (lato Pralognan, 2554 m)

## Protezione della natura
La montagna fa parte del Parco nazionale della Vanoise.

## Cartografia
- (FR) Cartografia ufficiale francese, Institut géographique national.